# Портрет Гертруди Стайн
Портрет Гертруди Стайн(фр. Portrait de Gertrude Stein) — олійна картина, ця картина присвячена американській письменниці та колекціонеру мистецтва Гертруді Стайн від Пабло Пікассо; була розпочата у 1905 році і була закінчена наступного року. Картина зберігається у Музеї мистецтва Метрополітен в Нью-Йорку. Вона вважається однією з важливих робіт рожевого періоду Пікассо. Портрет має історичне значення, зважаючи на роль об'єкта у ранньому житті Пікассо як художника, який боровся з труднощами, та його подальший комерційний успіх. Вона також є значним перехідним етапом у русі художника до кубізму.

## Передісторія
Якщо відкинути песимістичні теми його блакитного періоду,то на початку 1905 року Пікассо розпочав нову, більш оптимістичну фазу, яка зараз відома як "Рожевий Період". У попередньому році, Пікассо приїхав до Парижа з Барселони, щоб оселитися там. У цей час Пікассо жив у злиднях у напівзруйнованому будинку художника на вулиці Равіньян, 13, відомий як Бато-Лавуар. Гертруда та її брат Лео Стайн були колекціонерами творів мистецтва і подружилися з Пікассо пізніше, у 1905 році. Вони придбали у художника три роботи Рожевого періоду в той період його життя, коли Пікассо був ще художником, який перебував у скрутному становищі, що відіграло важливу роль у його фінансовому становищі і, зрештою, комерційному успіху. До кінця 1906 року роботи Пікассо купував арт-дилер Амбруаз Воллар.
Гертруда Стайн була впливовою колекціонеркою сучасного мистецтва. Вона влаштовувала в Парижі щотижневі "салони", які стали легендарними і були місцем зустрічі письменників, художників, критиків, поетів. Гертруда Стайн також була радикальною і впливовою письменницею. Її портрет залишився з нею у Франції, і вона зберігала його протягом обох світових воєн до самої смерті.
Портрет Гертруди Стайн було заповідано в Музей сучасного мистецтва (Нью-Йорк) коли вона померла 27 липня 1946 року. Портрет був повернутий до Музею мистецтва Метрополітен для збереження та демонстрування.

## Опис
Незабаром після знайомства зі Стайн у 1905 році Пікассо почав писати її портрет. За словами Стайн, цей процес зайняв "вісімдесят або дев'яносто сеансів". Вона згадувала, як під час одного з сеансів, коли взимку майже вже підходили до кінця, Пікассо раптом зафарбував голову і роздратовано казав: ""Я не бачу тебе більше, коли дивлюся". У такому стані портрет залишився до осені наступного року, коли Стайн повернулась до Парижа. Після повернення з поїздки до Іспанії, Пікассо завершив голову, навіть не побачившись зі Стайн. Коли портрет був завершений, обидва були задоволені завершеною роботою. Стайн сказав про портрет: "Я був і залишаюся задоволений своїм портретом, для мене він є мною, і це єдине відтворення мене, яка завжди є мною, для мене". 
Картина Пікассо кинула виклик традиційним уявленням про портрет, зобразивши об'єкт у вигляді величезної фігури, яка дивиться не на глядача, а через зображення. Її тіло являє собою круглу масу, оскільки вона нахиляється вперед і важко спирається руками на коліна. На відміну від роботи Анрі Матісс, Пікассо використовує темні, приглушені відтінки коричневого і червоного, а не яскраві кольори для зображення свого об'єкта. Фізичні деталі Стайн не зображені реалістично, натомість Пікассо вирішив передати її обличчя як маску, з експериментальними геометричними рисами. Це кутове спотворення характерне для його пізніх кубістичних робіт і є помітним контрастом до округлої, плоскої передачі решти її тіла. Портрет Стайн виконаний у примітивному стилі, натхненний, можливо, інтересом Пікассо до африканського та іберійського мистецтва. Метою було передати Стайн такою, якою вона була насправді, а не просто зобразити її зовнішність.
Альфред Гамільтон Барр Молодший, директор Музею сучасного мистецтва прокоментував значення перефарбування голови на портреті Стайн.
 У період між зафарбовуванням обличчя з портрета та його повторним зафарбовуванням у творчості Пікассо відбулися зміни, що мають величезне значення. Початковий стиль портрета був натуралістичним, порівняно м'яким і плоским, що й досі можна побачити в костюмі та на фоні. Але перемальоване обличчя виконане в новому стилі, що передбачає скульптурну маску з суворо промальованими, сміливо змодельованими рисами, схожими на обличчя деяких стародавніх іспанських скульптур, які Пікассо бачив у Луврі. Ця зміна стилю мала велике історичне значення, оскільки вона показала напрямок, яким Пікассо повинен був слідувати крок за кроком, поки він не прийшов до кубізму.

## Значення та спадщина
Про значення портрету Альфред Гамільтон Барр Молодший зазначив: "Окрім того, що картина Пікассо є визначною віхою в сучасному мистецтві, вона також є потужною характеристикою однієї з найвидатніших і найвпливовіших американських письменниць її покоління".
У 2006 році доктор медицини Девід Чаліф Молодший (David J. Chalif M.D.) відзначив значущість картини. "Загальновизнана як одна з класичних і ключових робіт Пікассо пізнього Рожевого періоду, Портрет Гертруди Стайн блискуче передає психологічний характер однієї з найбільших американських письменниць і культурних діячів минулого століття". 

## Відгук
В газеті Ґардіан,Джонатан Джонс стверджував: "Починаючи з епохи Відродження, зображення жінок формувалося під впливом жіночого ідеалу краси і обмежене гендерною роллю. Портрет Гертруди Стайн робота Пікассо перевертає все це з ніг на голову. Стайн вирвалася з рамок обмежувальних категорій, якими західне мистецтво раніше тримало в полоні жінок. Вона не стара і не молода, не сексуальна і не покірна - її кам'яне обличчя робить її чимось новим на Землі. Вона володіє своєю ідентичністю". 

## Дивіться також
- Рожевий період Пікассо[en]
- Блакитний період Пікассо[en]
- Список творів Пікассо 1901-1910 років[en]
- Портретний живопис[en]
- Кубізм
- Дівчина з квітковим кошиком[en]
- Акробатична сім'я з мавпою[en]
- Хлопчик з люлькою